# Lac de Rius
El Lac de Rius es un llac glacial situat a la capçalera de la vall de Rius
, al terme municipal de Naut Aran, a la Vall d'Aran. És el punt on neix el riu Ribèra de Rius, el qual desaigua al riu Valarties, afluent del Garona. La seva superfície és de 21,828 hectàrees, i està situat a una altitud de 2.328 metres. Està inclòs a la zona perifèrica del Parc Nacional d'Aigüestortes i Estany de Sant Maurici.
Al nord està envoltat pel Tuc del Lac Redon (2.564 metres), el Tuc de Sarrahera (2.634 metres) i el Malhs de Rius (2.634 metres). Al sud es troba el Lac Tòrt de Rius.
Pel vessant nord del Lac de Rius hi ha el sender per on passa el recorregut GR-11, enllaçant la vall de Conangles (a la conca del Noguera Ribagorçana) a l'oest de l'estany, amb la Vall de Rius a l'est de la posició del Lac de Rius.
Els refugis més propers son el refugi de la Restanca i el refugi de Conangles.
L'aigua de l'estany de Rius és derivada mitjançant una canonada soterrada cap el Lac de Mar, el qual desaigua naturalment a l'estany Restanca. Aquesta obra fou realitzada per la Sociedad Productora de Fuerzas Motrices per abastir el Salt d'Arties de la central d'Arties.
A la vall de Rius i a pocs metres del Lac de Rius s'alça la Barraca de Rius, punt d'entrada al sistema de regulació de la conducció d'aigua del Lac de Rius cap a l'estany de Mar.